# Замок Кампу-Майор
Замок Кампу-Майор (порт. Castelo de Campo Maior) — средневековый замок во фрегезии Сан-Жуан-Батишта, около поселка Кампу-Майор округа Порталегри Португалии. Построен на вершине холма Санта-Витория, чтобы защитить Алентежу и контролировать дороги на Бадахос.

## История
Деревня Кампу-Майор была завоевана португальскими войсками между 1295 и 1296 годами. Однако окончательно окрестные земли вошли в состав португальской короны при Динише I (1279—1325) по договору 1297 года. Чтобы укрепить поселок, король даровал ему фуэрос и распорядился построить замок (1310).
Учитывая рост населения и стратегическое значение замка Кампу-Майор, Жуан II (1481—1495) расширил крепостные стены и включил деревню в пределы стен. Эти работы продолжались во время правления короля Мануэля I (1495—1521).
В XVII—XVIII веках, до появления мощной артиллерии, замковые укрепления были модернизированы, превратив замок и поселок в полноценный средневековый город, окруженный крепостными стенами.
Замок был серьезно поврежден 16 сентября 1732 года. Примерно в три часа ночи, во время сильного шторма, в донжон замка, где находился пороховой склад, ударила молния. В результате около 6000 кг пороха сдетонировали. Взрыв с последующим пожаром привел к гибели людей и уничтожению половины домов деревни, а также разрушению части замковой стены.
18 марта 1911 года замок был объявлен национальным памятником. В первой половине 1940-х годов Генеральная дирекция национальных зданий и памятников (DGEMN) начала работы по реставрации и восстановлению замковых построек. Второй этап работ начался во второй половине 1960-х годов и продлился до начала 1970-х. Помимо восстановления стен и донжона реконструкции подверглась часовня Божией Матери скорбящих. Третий этап реставрации состоялся в 1980-х, по инициативе Португальского института архитектурного наследия (IPPAR).
В начале 2010 года произошло частичное обрушение стены замка из-за урагана.

## Архитектура
Построенный на высоте 299 метров над уровнем моря замок рассчитан на оборону от вторжений с испанской территории. Стены замка сделаны из камней на известковом растворе и укреплены зубцами. Замок имеет прямоугольную планировку и усилен шестью башнями, из которых на сегодняшний день сохранились только две. Северная башня имеет окно в стиле Ренессанса.